# پردیانه
پردیانه (به صربی: Predejane) یک منطقهٔ مسکونی در صربستان است که در لسکواس واقع شده‌است. پردیانه ۱٬۰۸۸ نفر جمعیت دارد.